# Mandebras
La Mandebras est un ruisseau de Belgique, affluent de la Rulles (en rive droite) et sous-affluent de la Semois, faisant partie du bassin versant de la Meuse. Il coule entièrement en province de Luxembourg.

## Voir aussi

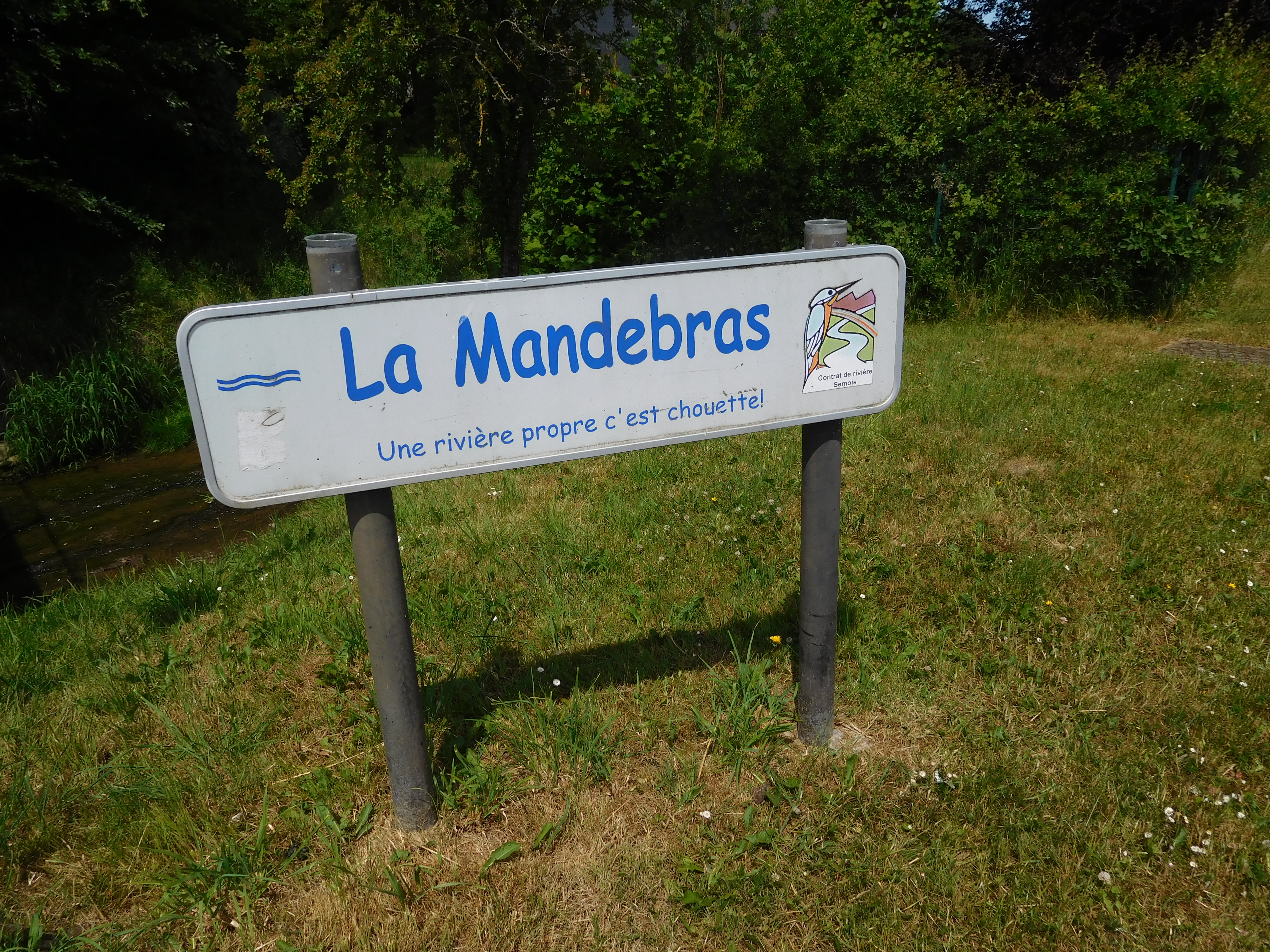
La Mandebras, à Thibessart